# Richter Gedeon
Richter Gedeon (Ecséd, 1872. szeptember 23. – Budapest, 1944. december 30.) magyar gyógyszerész, a modern magyar gyógyszeripar megteremtője.

## Élete
1872. szeptember 23-án, Ecséden született. Szülei halála miatt 1873-tól árva gyerekként Gyöngyösön nevelkedett, ahol 1890-től gyógyszerészgyakornok volt.
1895-ben a Budapesti Tudományegyetemen gyógyszerész oklevelet szerzett kitűnő minősítéssel. Két évvel később külföldre utazott, és több európai gyógyszertárban tanulmányozta a gyógyszergyártás módszereit. 1901-ben megvásárolta Budapesten az Üllői út és a Márton utca sarkán a Sashoz címzett patikát, ahol organoterápiás gyógyszereket állított elő. 1907-ben Kőbányán, a Cserkesz u. 63. szám alatt felépítette az első magyarországi gyógyszergyárat, s vezérigazgatóként irányította. A gyár első nagy sikere az 1912-ben szabadalmaztatott Kalmopyrin volt, a Hyperol nevű fertőtlenítőtabletta pedig az első világháborúban kapott jelentős szerepet. A „nagy háború” kitörésekor már 24 gyógyszerszabadalma volt. A második világháború elején a gyár már öt világrészre kiterjedő képviseleti hálózattal és 10 leányvállalattal rendelkezett, 34 államban bizományi raktárt létesített.

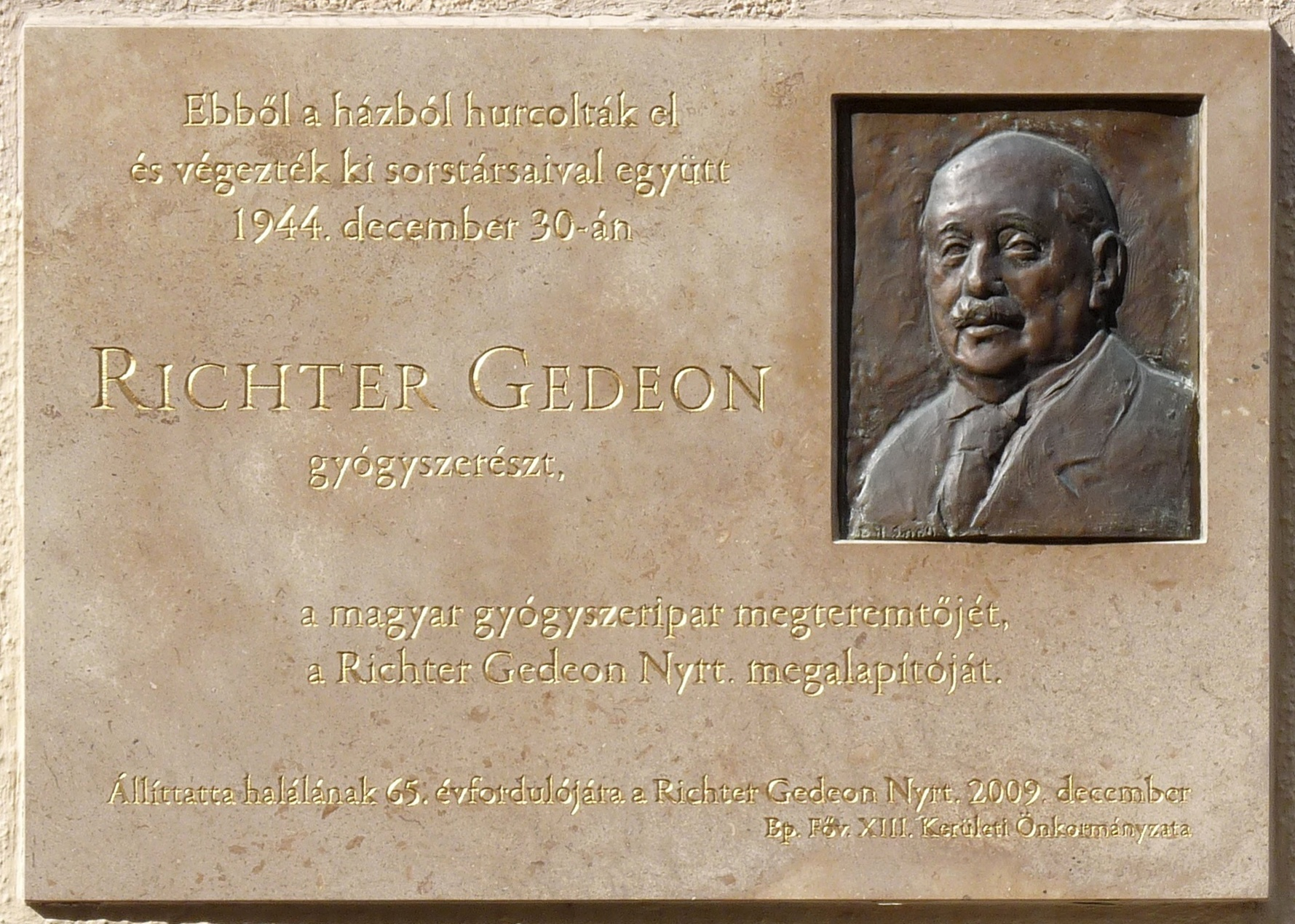
Emléktáblája

1942-ben megfosztották vezérigazgatói tisztségétől (a zsidótörvények miatt), majd a gyárból is kitiltották. Akkortól bizalmas munkatársai útján, otthonából illegálisan irányította a céget. 1944 őszén a gyár tevékenysége szinte teljesen megbénult, még Svájcba távozhatott volna, de nem akarta elhagyni vállalatát. Feleségét és őt magát Raoul Wallenberg bújtatta több mint ezer más zsidóval együtt. Decemberben Richter Gedeont meggyilkolták a nyilasok: másokkal együtt a Dunába lőtték. 
A világháború után az újjáépült Richter gyár Kőbányai Gyógyszerárugyár néven működött. 1972-ben Richter Gedeon születésének 100. évfordulóján Richter-emlékérmet alapítottak és az Üllői úti Sas gyógyszertárat emléktáblával jelölték meg.
Richter első organoterápiás készítményét, a vérnyomást növelő mellékvesehormon-kivonatát (adrenalin), a Tonogen suprarenalét még ma is használják a gyógyászatban.
Szülő háza ma iskolaként üzemel, ecsédi Richter Gedeon Általános Iskola néven. Érdekesség, hogy Gedeon abban a szobában született, amely ma tornateremként működik.
Házastársa Winkler Nina volt, akivel 1902. április 15-én Szegeden kötött házasságot.

## Emlékezete
- A  Budapest XIII. Katona József utca 21. száma alatti házon, ahonnan elhurcolták, emléktábla őrzi emlékét.
- 2019 novemberétől emlékkiállítása volt a gyöngyösi Mátra Múzeumban. [3]